# Tân Thạnh (phường)
Tân Thạnh là một phường phía bắc thuộc thành phố Tam Kỳ, tỉnh Quảng Nam, Việt Nam. Phường cũng là nơi nhiều cơ quan hành chính của tỉnh đóng trụ sở.
Phường Tân Thạnh có diện tích 6,2 km², dân số năm 2019 là 11.726 người, mật độ dân số đạt 1.891 người/km².